# 蘇非主義
蘇菲主義，又称苏菲派（羅馬化：al-Taṣawwuf），為伊斯蘭教的密契主義（或稱神秘主義），為追求精神層面提升的伊斯蘭教團，其詮釋的方式有別於一般穆斯林，他們在生活方面相當嚴格。遵行蘇菲主義者被稱为「蘇菲行者」（enterṣūfī, صُوفِيّ），他們認為透由冥想及導師接觸到安拉，他們把敬畏之心化為對安拉無私的愛。西方學界稱蘇菲主義為「大众的伊斯蘭」（Popular Islam），源於盛行在穆斯林普羅大眾、及至伊斯蘭世界。
蘇菲主義在歷史上被誤認為是独立的伊斯蘭教派，實際上苏菲派泛指追求禁欲生活和在宗教中具有神秘主义倾向的穆斯林，更多地指向一种信仰方式与生活原则。故苏菲派穆斯林可以同时属于任何其他伊斯蘭教派的宗教團體。儘管絕大多數蘇菲行者是遜尼派，但在中世紀晚期後，蘇菲主義在什葉派內也有一定發展。
经典苏菲行者的一个显著特征是他们对于诵经（一种反复诵读真主九十九个名字的行为，常常在祷告后）的执迷，以及禁慾主義。苏菲主义在倭马亚王朝早期（公元661-750年）对抗世俗化时获得了一批追随者。历经千年的发展，苏菲行者已经遍布几大洲、跨越多文化；最初他们的信仰由阿拉伯语写成，后来转译到波斯语、土耳其语以及其他数十种语言。

## 词源
苏非（sufi）一词的来源有两说。通说将该词的起源追溯到“ṣafā”，在阿拉伯语里意为“纯粹”。另一个说法认为是来自“ṣūf”，在阿拉伯语里意为“羊毛”，即指早期穆斯林禁欲主义者所穿着的简陋的斗篷。
苏非行者al-Rudhabari则将两种起源合并起来：“苏非行者是指那些穿着羊毛的纯粹的人们”。也有人认为词源来自“ahl aṣ-ṣuffah”（长椅上的人），即穆罕默德召集信眾诵经祈禱時的貧窮追隨者。
根据中世纪学者比魯尼的研究，苏非来自希腊文中的“sophia”（σοφία），意为智慧。

## 信仰

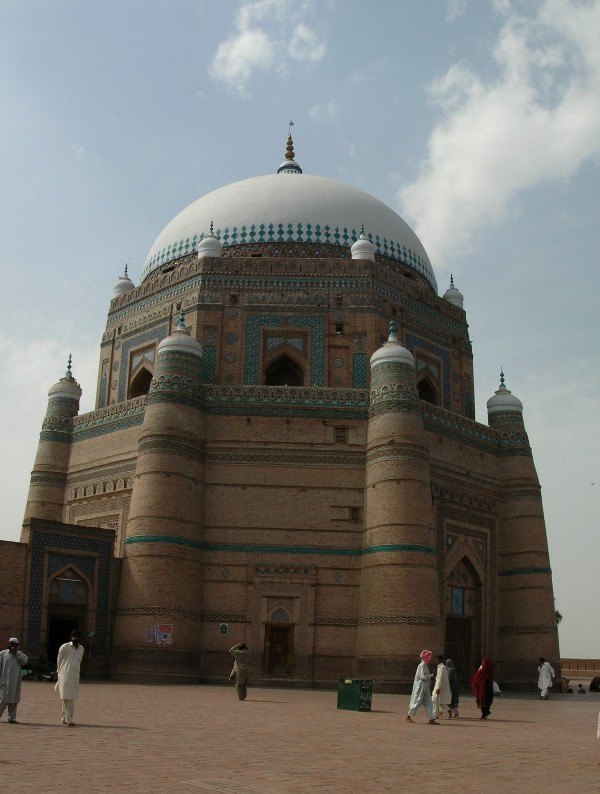
位于巴基斯坦木爾坦的Rukn-e-Alam墓。木爾坦因有多座苏非圣者的坟墓而出名，并因此得名圣者之城。

所有穆斯林都相信，他们是在朝圣的道路上，并希望在死后经历最后的审判之后，在天堂中与真主靠近。而苏非行者们则认为在此生可以更加靠近真主和明圣示现。所有苏非行者的主要目标就是要自我实现古兰经中所述的fitra的原始状态。

## 歷史

### 起源
在苏非主义发展早期，它基本上就是伊斯兰的自我内化。一种观点认为，它是直接来自古兰经，在不断被背诵、冥想和体验产生和发展出来。其他人则认为，苏非主义是严格效仿了穆罕默德的行事方式，通过修炼让自己和真主的存在之间的心灵联系强化了。更为直白的观点认为，穆斯林的征服使大量基督教教士和修道士归于穆斯林的统治之下，特别是在叙利亚和埃及。他们在被征服后的数个世纪里依然维系着活跃的修道生活，许多十分虔诚的穆斯林也认为苏非主义是受到他们的教导和方法的影响。

### 教义的正式化
在公元第一个千年的尾声之际，开始有人撰写著作总结苏非主义的教义并描绘典型的苏非行者仪式。其中比较有名的包括：Hujwiri的《Kashf al-Mahjûb》以及Qushayri的《Risâla》。

### 影响力的增长
随着伊斯兰文明的崛起，苏非主义哲学在伊斯兰文化中也开始广泛传播。苏非主义的传播被认为是伊斯兰传播、形成一个完整的伊斯兰文化进程中起到决定性作用的因素，特别是在非洲和亚洲。其中，在利比亚和苏丹的赛努西部落是苏非主义的忠实信徒。鲁米、纳霞堡的阿塔等苏非诗人、哲学家极大强化了伊斯兰文化在安纳托利亚、中亚和南亚的传播。苏非主义在奥斯曼帝国文化的创建和传播，以及北非、南亚地区抵抗欧洲帝国主义中也起到了关键作用。

### 當代
蘇菲主義在西方世界眼中，其東方的神秘色彩大於對伊斯蘭的偏見。另同什葉派，來自遜尼派伊斯蘭恐怖主義的針對性暴力攻擊亦日漸增多。

## 象征
苏菲主义的标志物为带有星月标志的有翼红心，以及因旋转舞蹈而飞起的长裙。

### 旋轉舞

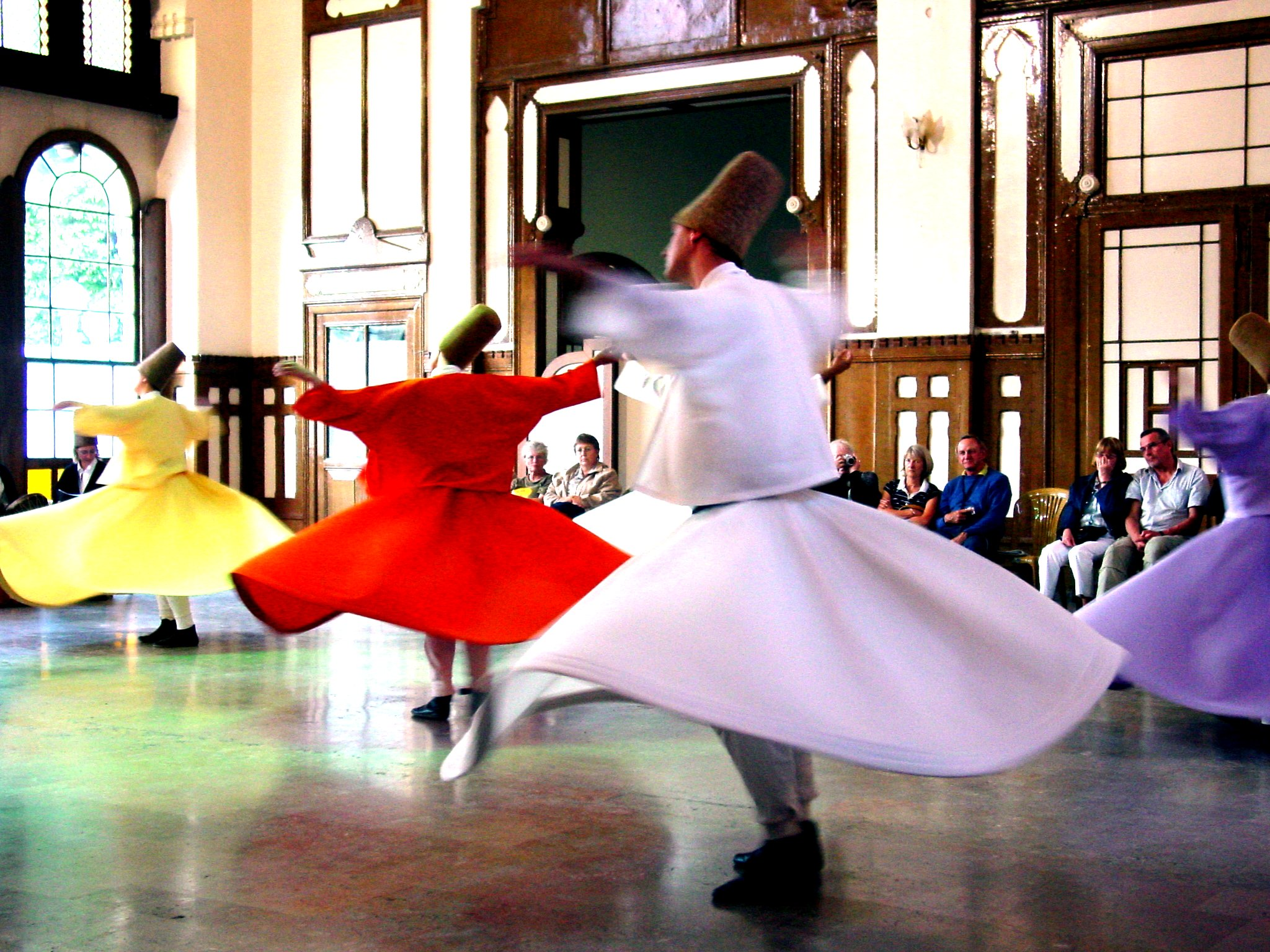
旋转舞蹈

對於蘇菲行者而言「旋轉」（達馬爾）是蘇菲行者重要的修練方式，它的起源是十三世紀的蘇菲一代宗師魯米。相傳魯米在持續旋轉三十六小時之後成道，故鍾愛他的追隨者，自此就以旋轉做為蘇菲的重要修煉方式。

### 音乐
卡瓦力是是蘇非派的一種宗教音樂，一般奏于神庙中。其发明者传说为13世纪德里的苏菲派圣人阿米尔·库斯洛。20世纪努斯拉·法帖·阿里·汗等音乐家将其传播向世界。

## 被接受
苏菲主义并不总是被广泛的接受。尤其是在其早期，穆斯林烏理瑪看不起苏菲实践，将其视为一种宗教极端主义的形式。然而在現今的伊斯蘭世界蘇非派反而是遜尼之中開明派的代名詞，容許一些演唱會和寬鬆的生活方式，極端的瓦哈比派伊斯蘭國組織出現後，遜尼蘇非派與什葉派、異教徒同樣被列為恐攻對象。

### 伊斯兰世界外的接受

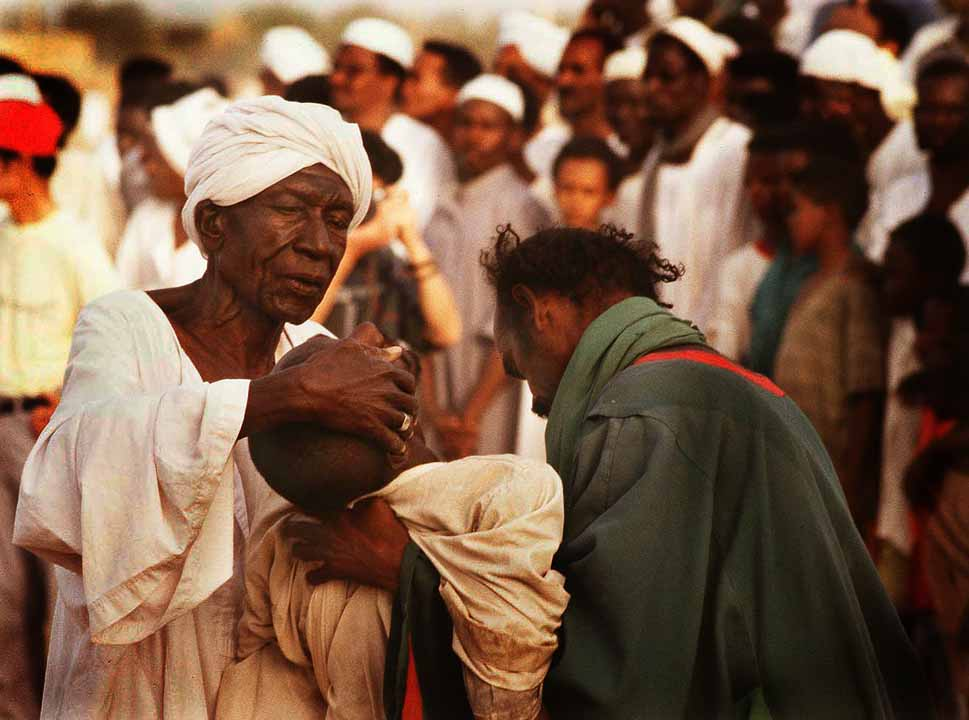
苏丹的一位精心装扮的苏菲表演者

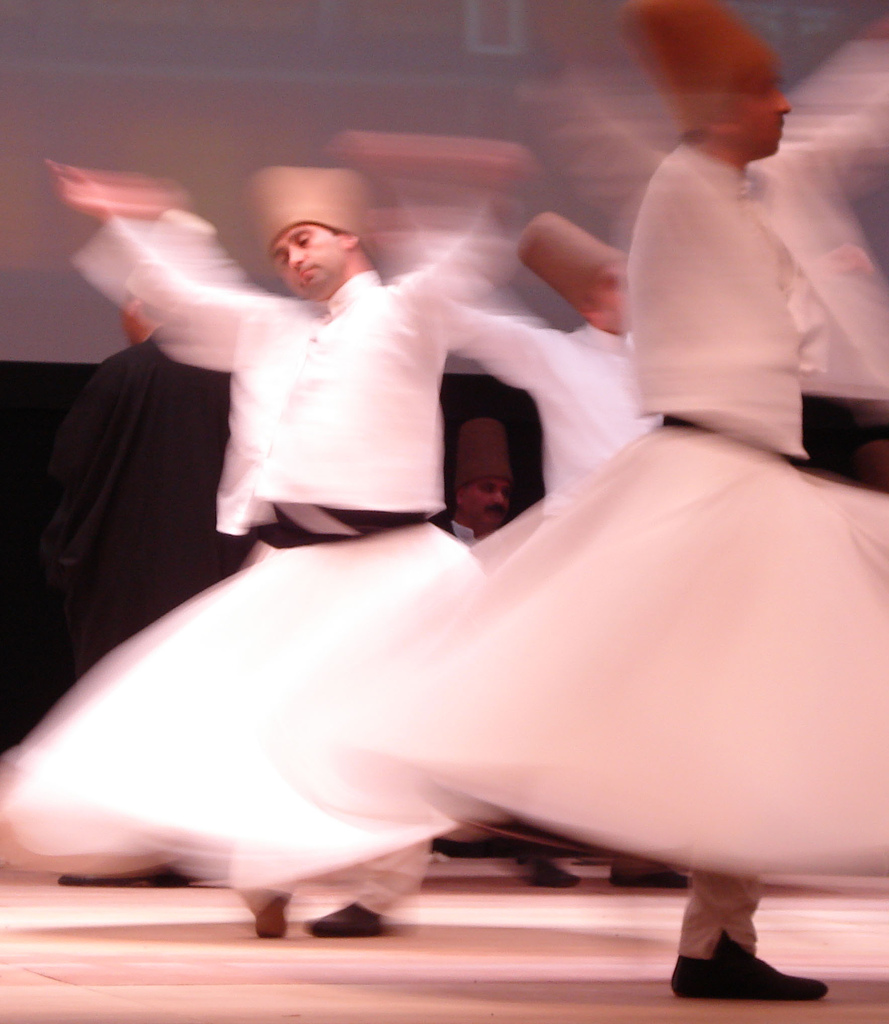
梅夫拉維教團

苏菲的神秘主义一直对西方世界有着极大的魅力，尤其是对那些东方学学者。鲁米的形象在美国已经被广为人知，在那里苏菲主义被看作一种和平的不关心政治的伊斯兰的形式。

## 现当代苏非行者

### 阿拉伯半岛
- Abdallah Bin Bayyah（生于1935年） – 沙特阿拉伯
- Habib Ali al-Jifri（生于1971年） – 也门
- Habib Umar bin Hafiz（生于1962年） – 也门
- Muhammad Alawi al-Maliki（1944–2004年） – 沙特阿拉伯

### 黎凡特和非洲
- Cheikh Sidi Mohamed Belkaid（生于1929年） – 阿尔及利亚
- Muhammad ibn Ali as-Senussi（1787–1859年） – 阿尔及利亚
- Sidi Ahmed al-Tidjani（1735–1815年） – 阿尔及利亚
- Abd al-Hamid Kishk（1933–1996年） – 埃及
- Abd al-Rahman al-Shaghouri（1912–2004年） – 叙利亚
- Abdalqadir as-Sufi（生于1930年） – 南非
- Ahmed el-Tayeb（生于1946年） - 埃及
- Ahmad Tijani Ali Cisse - 塞内加尔
- Ali Gomaa（生于1951年） - 埃及
- Gibril Haddad（生于1960年） – 黎巴嫩
- Shaykh Hassan Cisse（1945–2008年） – 塞内加尔
- Muhammad al-Ya'qoubi（生于1963年） – 叙利亚
- Muhammad ibn al-Habib（1876–1972年） – 摩洛哥
- Muhammad Sayyid Tantawy（1928–2010年） – 埃及
- Nuh Ha Mim Keller（生于1954年） – 约旦
- Shawki Ibrahim Abdel-Karim Allam - 埃及
- Wahba Zuhayli（生于1932年） – 叙利亚
- Yusuf an-Nabhani（1849–1932年） – 巴勒斯坦

### 西欧
- Abdal Hakim Murad（生于1960年） – 英国
- Ahmed Babiker – 英国
- Frithjof Schuon（1907–1998年） – 瑞士
- Idries Shah（1924–1996年） – 英国
- Llewellyn Vaughan-Lee（生于1953年） – 英国
- Martin Lings（1909–2005年） – 英国
- Muhammad Imdad Hussain Pirzada（生于1946年） – 英国

### 东欧
- Hüseyin Hilmi Işık（1911–2001年） – 土耳其
- Nazim Al-Haqqani（生于1922年） – 塞浦路斯
- Necip Fazıl Kısakürek（1904–1983年） – 土耳其
- Said Afandi al-Chirkawi（生于1937年） – 俄罗斯
- 赛义德·努尔西（1878–1960年） – 土耳其
- 艾哈迈德·卡德罗夫（1951–2004年） – 俄罗斯（俄罗斯联邦车臣共和国首任总统）
- 拉姆赞·卡德罗夫（生于1976年） –俄罗斯（俄罗斯联邦车臣共和国现任总统，首任总统艾哈迈德·卡德罗夫之子）
- 维斯塔·卡德罗夫（生于1989年） –俄罗斯（俄罗斯联邦车臣共和国总统拉姆赞·卡德罗夫之弟，现任车臣共和国总统长期常务助理，车臣共和国内务部副部长）

### 北美
- Ahmed Tijani Ben Omar（生于1950年） – 美国
- Hamza Yusuf（生于1960年） – 美国
- Hisham Kabbani（生于1945年） – 美国
- Hossein Nasr（生于1933年） – 美国
- M. A. Muqtedar Khan（生于1966年） – 美国
- Muhammad bin Yahya al-Ninowy（生于1966年） – 美国
- Zaid Shakir（生于1956年） – 美国

### 南亚
- Abdul Latif Chowdhury Fultali（1913–2008年） – 孟加拉国
- Ahmed Raza Khan（1856–1921年） – 印度
- Akhtar Raza Khan（生于1943年） – 印度
- Meher Ali Shah（1859–1937年） – 巴基斯坦
- Muhammad Tahir-ul-Qadri（生于1951年） – 巴基斯坦
- Peer Zulfiqar Ahmad - 巴基斯坦
- Qalandar Baba Auliya（1898–1979年） - 巴基斯坦
- Qamaruzzaman Azmi（生于1946年） – 印度
- Syed Waheed Ashraf（生于1933年） – 印度
- Tajuddin Muhammad Badruddin（1861 - 1925年） - 印度
- 穆罕默德·拉菲克·塔拉爾（1929 - 2022年） - 巴基斯坦 第9任巴基斯坦總統（1998-2001）。
- 穆罕默德·扎考拉（生于1958年） - 巴基斯坦 - 第15任巴基斯坦海軍參謀長（2014-2017），四星上將軍銜。

### 东亚和中亚
- 马玉柱（1939—   ）— 中国
- Syed Muhammad Naquib al-Attas（生于1931年） – 马来西亚